# Championnats du monde de taekwondo 1982
Les Championnats du monde de taekwondo 1982 se sont déroulés du 24 au 27 février à Guayaquil (Équateur).
36 nations étaient représentées par 229 athlètes et 35 arbitres internationaux.
La compétition a gardé le même format que pour l'édition précédente à savoir 10 catégories exclusivement masculines. 

## Faits remarquables

### Les coréens restent intouchables
Du point de vue des résultats seulement 2 titres, les 2 catégories extrêmes, ont échappé aux Coréens:
- La catégorie des Poids mi-mouches, remportée par l'Équatorien Jose Cedeno
- La catégorie des Poids lourds remportée par l'Ouest-allemand Dirk Jung.

### Des champions qui confirment
A suivre... une fois clarifiée la typographie fluctuante de certains patronymes asiatiques en alphabet latin

## Hommes[1]
| Catégorie                                    | Or              | Argent               | Bronze               |
| -------------------------------------------- | --------------- | -------------------- | -------------------- |
| Poids mi-mouches (fourchette non précisée)   | Jose Cedeno     | Cesar Rodriguez Luna | Dae Sang Lee         |
| Poids mi-mouches (fourchette non précisée)   | Jose Cedeno     | Cesar Rodriguez Luna | Azofra Emilio        |
| Poids mouche (fourchette non précisée)       | Woong Hwan JEON | Chen Chia Su         | Ertugrul Turgay      |
| Poids mouche (fourchette non précisée)       | Woong Hwan JEON | Chen Chia Su         | Fernando Celada Cruz |
| Poids coq (fourchette non précisée)          | Chong Ki KIM    | Jesus Benito         | J. de Fretes         |
| Poids coq (fourchette non précisée)          | Chong Ki KIM    | Jesus Benito         | Ching Sik CHOI       |
| Poids plume (fourchette non précisée)        | Myeong Sam JANG | Ignacio F. Blanco    | Marchione Raffaele   |
| Poids plume (fourchette non précisée)        | Myeong Sam JANG | Ignacio F. Blanco    | Kao Ming Lu          |
| Poids léger (fourchette non précisée)        | Oh Sung PARK    | Francisco Rodríguez  | Alfonso Qahhaar      |
| Poids léger (fourchette non précisée)        | Oh Sung PARK    | Francisco Rodríguez  | Philippe Bouëdo      |
| Poids Welter (fourchette non précisée)       | Cheon Jae PARK  | Oscar Mendiola Cruz  | Jose Alonso          |
| Poids Welter (fourchette non précisée)       | Cheon Jae PARK  | Oscar Mendiola Cruz  | Lindsay Lawrence     |
| Poids Super Welter (fourchette non précisée) | Kuk Hyeon JEONG | Duvan Cagna          | A. Garrido           |
| Poids Super Welter (fourchette non précisée) | Kuk Hyeon JEONG | Duvan Cagna          | Helmut Gartner       |
| Poids moyens (fourchette non précisée)       | Sang Chun KIM   | Rashid Hassan        | Javier Mayen Mena    |
| Poids moyens (fourchette non précisée)       | Sang Chun KIM   | Rashid Hassan        | Earl Taylor          |
| Poids mi-lourds (fourchette non précisée)    | Yong Seong HA   | Medhat Mansy Fahim   | Luttik Huis          |
| Poids mi-lourds (fourchette non précisée)    | Yong Seong HA   | Medhat Mansy Fahim   | Ireno Fargas         |
| Poids lourds (fourchette non précisée)       | Dirk Jung       | Royce Kim            | Rafael Devesa        |
| Poids lourds (fourchette non précisée)       | Dirk Jung       | Royce Kim            | Dario Scalella       |

## Femmes
Aucune épreuve

## Tableau des médailles[8]
| Rang | Nation               | Or | Argent | Bronze | Total |
| ---- | -------------------- | -- | ------ | ------ | ----- |
| 1    | Corée du Sud         | 8  | 0      | 0      | 8     |
| 2    | Équateur             | 1  | 1      | 0      | 2     |
| 3    | Allemagne de l'Ouest | 1  | 0      | 2      | 3     |
| 4    | Mexique              | 0  | 3      | 2      | 5     |
| 5    | Espagne              | 0  | 2      | 5      | 7     |
| 6    | États-Unis           | 0  | 1      | 4      | 5     |
| 7    | Taipei chinois       | 0  | 1      | 1      | 2     |
| 8    | Bahreïn              | 0  | 1      | 0      | 1     |
| 8    | Égypte               | 0  | 1      | 0      | 1     |
| 10   | Italie               | 0  | 0      | 2      | 2     |
| 10   | Pays-Bas             | 0  | 0      | 2      | 2     |
| 12   | France               | 0  | 0      | 1      | 1     |
| 12   | Royaume-Uni          | 0  | 0      | 1      | 1     |